# لي تي
لي تي (بالصينية: 李铁)، من مواليد 18 سبتمبر 1977 في شينيانغ في الصين، لاعب كرة قدم صيني.
بدأ مسيرته الكروية مع نادي لياونينغ بوداو، ولعب معهم 82 مباراة، وفي عام 2002 انتقل إلى نادي إيفرتون الإنجليزي، ولعب معهم حتى عام 2006، وشارك معهم في 34 مباراة، ومنذ عام 2006 وهو يلعب مع نادي شيفيلد يونايتد الإنجليزي.
و قد بدأ باللعب مع منتخب الصين لكرة القدم في عام 1995.

## روابط خارجية
- لي تي على موقع الاتحاد الدولي (مؤرشف)  (الإنجليزية)
- لي تي على موقع قاعدة بيانات كرة القدم.إي يو (الإنجليزية)
- لي تي على موقع ناشيونال فوتبول تيمز (الإنجليزية)
- لي تي على موقع Soccerbase.com (لاعب) (الإنجليزية)
- لي تي على موقع Soccerway.com (الإنجليزية)
- لي تي على موقع عالم كرة القدم.نت (الإنجليزية)